# On ne vit qu'une fois
Pour les articles homonymes, voir On ne vit qu'une fois (homonymie).
Pour l'épisode de la série animée Les Simpson, voir On ne vit qu'une fois (Les Simpson).
On ne vit qu'une fois (One Life to Live) est un feuilleton télévisé américain en 11 096 épisodes créé par Agnes Nixon et diffusé entre le 15 juillet 1968 et le 13 janvier 2012 sur le réseau ABC. Le feuilleton a été relancé sur internet par Prospect Park et diffusé entre le 29 avril 2013 et le 19 août 2013 sur les plateformes Hulu et iTunes, et au Canada sur FX Canada (pour le premier mois).
En France, le feuilleton a été diffusé à partir du 30 novembre 1987 sur TF1.

## Synopsis
L'action se situe dans la banlieue de Philadelphie en Pennsylvanie, dans la ville fictive de Llanview, autour des familles Buchanan, Evans, Lord et Manning.
Le feuilleton est centré sur Victoria « Viki » Lord, personnage qui doit surmonter de nombreuses épreuves au cours de sa vie.

## Distribution actuelle

### Réguliers
| Acteur            | Personnage             | Années                                |
| Melissa Archer    | Natalie Buchanan Banks | 2001-2013                             |
| Doris Belack      | Anna Woleck Craig      | 1968-1976                             |
| Corbin Bleu       | Jeffrey King           | 2013                                  |
| Kassie DePaiva    | Blair Cramer           | 1993-2013                             |
| Robert Gorrie     | Matthew Buchanan       | 2013                                  |
| Laura Harrier     | Destiny Evans          | 2013                                  |
| Roger Howarth     | Todd Manning           | 1992-1998, 2000-2003, 2011-2013       |
| Josh Kelly        | Cutter Wentworth       | 2010-2011, 2013                       |
| Florencia Lozano  | Téa Delgado            | 1997-2000, 2002, 2008-2013            |
| Kelley Missal     | Danielle Manning       | 2009-2013                             |
| Ron Raines        | Carl Peterson          | 2013                                  |
| Paolo Seganti     | Arturo Bandini         | 2013                                  |
| Erika Slezak      | Victoria Lord          | 1971-2013                             |
| Hillary B. Smith  | Nora Hanen Buchanan    | 1992-2013                             |
| Robin Strasser    | Dorian Lord            | 1979-1987, 1993-2000, 2003-2011, 2013 |
| Shenaz Treasury   | Rama Patel             | 2011-2013                             |
| Andrew Trischitta | Jack Manning           | 2011-2013                             |
| Jerry verDorn     | Clint Buchanan         | 2005-2013                             |
| Tuc Watkins       | David Vickers Buchanan | 1994-1996, 2001-2013                  |
| Robert S. Woods   | Bo Buchanan            | 1979-1986, 1988-2013                  |

### Récurrents
| Acteur                     | Personnage               | Années                                      |
| Peter Bartlett             | Nigel Bartholomew-Smythe | 1991-2013                                   |
| Esteban Benito             | Diego Padilla            | 2013                                        |
| Alice Callahan             | Kate Lane                | 2013                                        |
| Nick Choksi                | Vimal Patel              | 2010-2013                                   |
| Ryan Cooper                | Bruce Hunter             | 2013                                        |
| Jenni Farley               | Nikki                    | 2013                                        |
| Elijah Ford et Isaiah Ford | Drew Buchanan            | 2013                                        |
| Barbara Garrick            | Allison Perkins          | 1986-1987, 2001-2003, 2008, 2010, 2012-2013 |
| Patrick J. Gibbons         | Sam Manning              | 2010-2013                                   |
| Ward Horton                | Dean Trayger             | 2013                                        |
| Amber Skye Noyes           | Michelle                 | 2013                                        |
| Christian Pedersen         | Frank Baker              | 2013                                        |
| Sean Ringgold              | Shaun Evans              | 2006-2013                                   |
| Finn Robbins               | Liam McBain              | 2013                                        |
| Marnie Schulenburg         | Jo Sullivan              | 2013                                        |
| Trevor St. John            | Victor Lord Jr.          | 2003-2013                                   |

## Audience
Ce soap opera n'a jamais été leader en termes d'audience. Le 2 juillet 2010, les audiences atteignent 1,6 million de téléspectateurs contre 1,7 pour la série As the World Turns. Toutefois en 2011, les audiences se sont légèrement améliorées. Le 15 avril 2011, ABC décide de retirer On ne vit qu'une fois de son programme dès janvier 2012. 
Le 7 juillet 2011, ABC vend les droits du feuilleton à Prospect Park qui compte diffuser le soap opera sur internet dès qu'il aura pris fin sur ABC, au même rythme qu'auparavant et dans le même format. Le feuilleton est disponible sur internet dès le 29 avril 2013. Le 3 septembre 2013, la production a été interrompue indéfiniment afin de résoudre la poursuite judiciaire contre ABC concernant l'utilisation des personnages du feuilleton dans General Hospital.

## Crossover
Le feuilleton a eu droit à plusieurs crossover. Le dernier crossover a été fait avec certains personnages de La Force du destin (All My Children) durant la période 2004-2005, l'intrigue se nommant "Baby Switch".